# Žermanice
Žermanice (en allemand : Schermanitz) est une commune du district de Frýdek-Místek, dans la région de Moravie-Silésie, en République tchèque. Sa population s'élevait à 356 habitants en 2024.

## Géographie
Žermanice est arrosée par la rivière Lučina, qui est barrée à la limite de la commune et forme le réservoir de Žermanice (248 ha) sur le territoire de la commune voisine de Lučina. Žermanice se trouve à 9 km au nord-est de Frýdek-Místek, à 16 km au sud-est du centre d'Ostrava et à 290 km à l'est-sud-est de Prague.
La commune est limitée par Horní Bludovice au nord, par Těrlicko à l'est, par Soběšovice et Lučina au sud, et par Bruzovice à l'ouest.

## Histoire
La première mention écrite du village date de 1461.

## Galerie

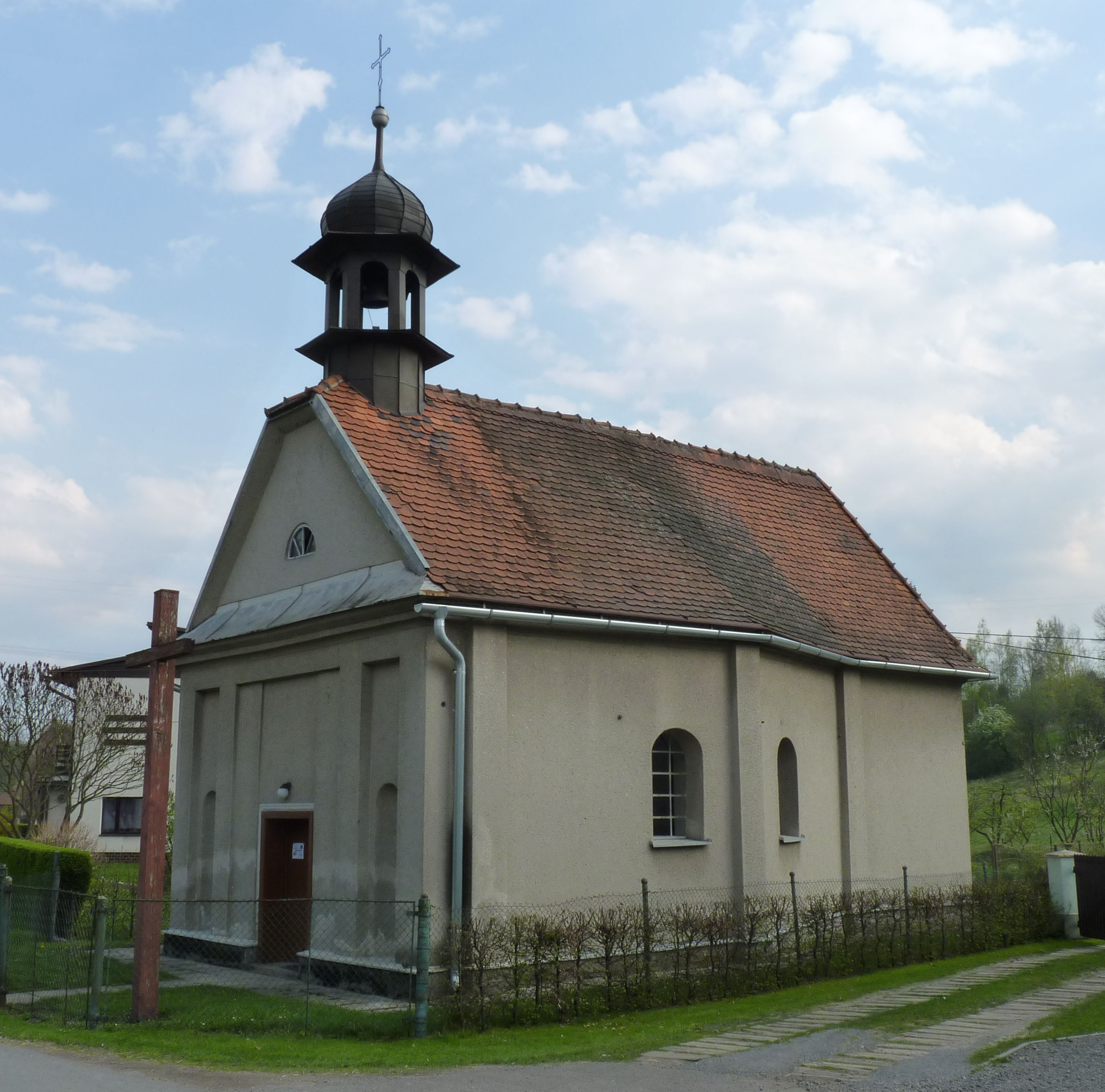
Chapelle à Žermanice.
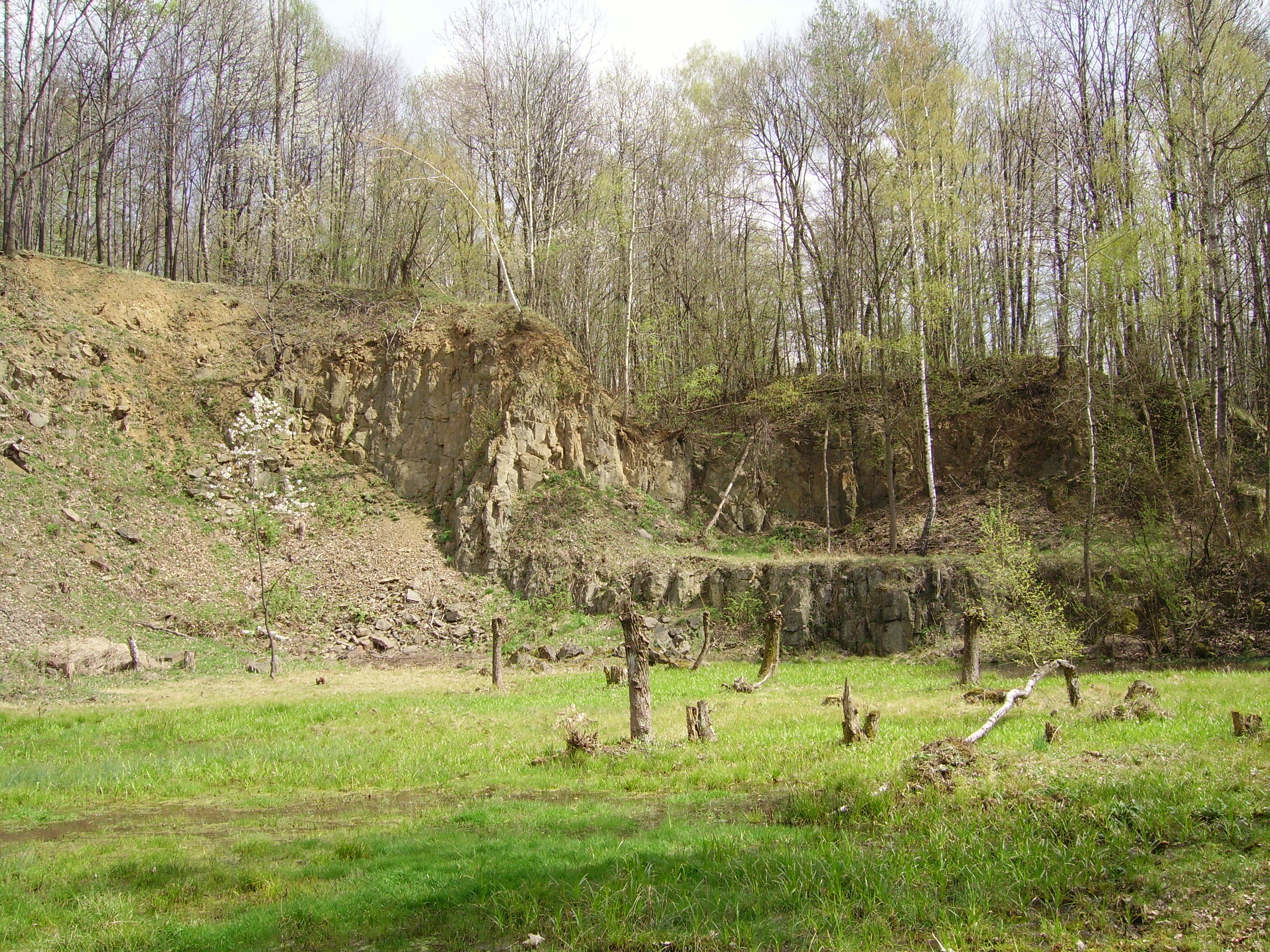
Carrière de Žermanice.

## Transports
Par la route, Žabeň se trouve à 11 km de Frýdek-Místek, à 22 km d'Ostrava et à 364 km de Prague.